# Adri van Houwelingen
Adri van Houwelingen (* Heesselt, 27 de octubre de 1953) fue un ciclista neerlandés, profesional entre 1978 y 1987, cuyos mayores éxitos deportivos los logró en el Tour de Francia y en la Vuelta a España, donde conseguiría sendas victorias de etapa en las ediciones de 1982 y 1979 respectivamente.
Una vez retirado, fue director deportivo del Rabobank.

## Palmarés
| 1974 - Ronde van Midden-Nederland 1976 - Vuelta a Holanda Septentrional , más 2 etapas - 1 etapa del Tour de Olympia 1978 - 1 etapa de la Vuelta a Holanda Septentrional 1979 - 1 etapa de la Vuelta a España | 1981 - 1 etapa de la Vuelta a los Países Bajos 1982 - 1 etapa del Tour de Francia - 1 etapa de la Vuelta a los Países Bajos 1983 - Vuelta a los Países Bajos 1985 - 1 etapa de la Tirreno-Adriático |